# 2337 Boubín
2337 Boubín è un asteroide della fascia principale. Scoperto nel 1976, presenta un'orbita caratterizzata da un semiasse maggiore pari a 2,5942142 au e da un'eccentricità di 0,1685707, inclinata di 14,34780° rispetto all'eclittica.
L'asteroide è dedicato all'omonimo monte boemo.
Nel 2019 ne è stata ipotizzata la probabile natura binaria, senza tuttavia assegnare un nome pur provvisorio al satellite. Le due componenti del sistema, distanti tra loro 13 km, avrebbero dimensioni di circa 7,91 e 1,27 km. Il satellite orbiterebbe attorno al corpo principale in 16,09 ore.